# Lophoceps abdominalis
Lophoceps abdominalis là một loài bướm đêm thuộc họ Sesiidae. Loài này có ở Kenya.